# アゼリン・デビソン
アゼリン・デビソン（Aselin Debison、1990年6月27日 - ）は、カナダのシンガーソングライター。ノバスコシア州ケープブレトン島出身。
2002年、12歳でメジャーデビューを果たす。カナダの元首相ジャン・クレティエンから「第2のセリーヌ・ディオン」と評される。ケルト音楽からポップ・ミュージックまで、幅広いジャンルの曲を発表している。マイク・オールドフィールドのカヴァー曲「Moonlight Shadow」は、日本でCMソングに使われた。

## ディスコグラフィ

### アルバム
- 2002年 Sweet is the Melody
- 2005年 Bigger Than Me
- 2010年 Homeward Bound